# Beardyman
Beardyman, de son vrai nom Darren Foreman, 
né le 14 mai 1982 à Londres, est un beatboxeur britannique.
Il débute en 2002 lorsqu'il est étudiant à l'Université du Sussex. Il devient champion du Royaume-Uni de beatboxing en 2006 et 2007. Fait rare, il échantillonne sa propre voix dans ses chansons. Parmi les artistes avec lesquels il s'est produit se trouvent Jazzy Jeff, Fatboy Slim et Groove Armada.